# Eremobates ascopulatus
Eremobates ascopulatus är en spindeldjursart som beskrevs av Muma 1951. Eremobates ascopulatus ingår i släktet Eremobates och familjen Eremobatidae. Inga underarter finns listade i Catalogue of Life.